# Adrallia atrodisca
Adrallia atrodisca är en fjärilsart som beskrevs av Erich Martin Hering 1926. Adrallia atrodisca ingår i släktet Adrallia och familjen tandspinnare. Inga underarter finns listade i Catalogue of Life.